# ツィガーヌ
『ツィガーヌ』（Tzigane）は、クラシック音楽の作品。モーリス・ラヴェルによるものとディヌ・リパッティによるものが知られている。「ツィガーヌ」は「ロマ」を意味するフランス語である。
フランス語において“Tzigane”（ツィガーヌ）は、“Tsigane”, “Gitan”ともいい、日本で馴染み深い言葉に置き換えると「ジプシー」を意味するが、現在では偏見的・差別的表現としてその使用が自粛されており、“Roma”という呼び名が広く使われるようになっている。

## モーリス・ラヴェルによる作品
ラヴェルによる演奏会用狂詩曲「ツィガーヌ」はヴァイオリンとピアノ・リュテアル（またはピアノ）の編成で作曲され、ヴァイオリニストであるイェリー（Jelly d'ARÁNYI：フランス名, 1893 - 1966）に献呈された。ラヴェルは本作を1922年に着想し、1924年4月23日に脱稿したとされる。
ツィガーヌは、ロンドンのラヴェル祭にて、1924年4月26日、イェリーによるヴァイオリンとアンリ・ジル＝マルシェックス（Henri Gil-Marchex）によるピアノで初演された。また、同年10月15日のパリ初演では、イェリーによるヴァイオリンとラヴェルによるリュテアルの演奏が行われている。晩年の彼がよく好んだように、ピアノ・パートが管弦楽化された版もラヴェル自身によって仕上げられている。管弦楽版の初演は、同年11月30日、イェリーによるヴァイオリン、ガブリエル・ピエルネ指揮、コンセール・コロンヌ管弦楽団である。
ラヴェルの「ツィガーヌ」は、ハンガリーの地域性を持ったロマの音楽として構想されている。それは、献呈者であるイェリーがハンガリー出身である事実と、彼女から得たハンガリー音楽のヒントを膨らませながら作曲されたという事実から決定づけられている。
スペインのバスク人の血を引くラヴェルは、『スペインの時』、『スペイン狂詩曲』、『ボレロ』、『道化師の朝の歌』などとスペインへの憧れを次々と自作品に打ち出していったが、スペインの作曲家ファリャをして「スペイン人以上だ」と言わしめたほどであった。ラヴェルの生まれたバスク地方は、スペイン系ロマが生活の場を置いてきた地域であったが、音楽の民族性に強い憧れを描いたラヴェルは、ここではハンガリー系ロマの音楽を独自の感性で投影し、晩年の複雑な和声によって、非常に濃厚で熱狂的な表現が成功している。また、サラサーテやリストのようにハンガリー・ロマの民族舞踊であるチャールダーシュの形式を採って、緩やかな「ラッサン」と急速な「フリスカ」とで構成した。

### 作曲の経緯
晩年のラヴェルは、ロンドンで催されるラヴェル祭のために、当初ヴァイオリン・ソナタを書くつもりであった。しかし、イェリーの演奏を聴き、感銘を受けたラヴェルは、ハンガリー出身の彼女のためにハンガリー的な曲を書こうと思い立った。腕利きのヴァイオリニストとして名が知れていた彼女ならどんな曲でも演奏できると期待し、ラヴェルは構想を、ハンガリー狂詩曲風の即興的で名人芸的な曲として進めた。
名ヴァイオリニストとしてパリで活躍していたイェリーとアディラ（Adila）の姉妹はブダペストの警察本部長の娘であり、高名なヴァイオリニストであるヨーゼフ・ヨアヒムの兄弟の孫娘(姪孫)でもあった。イェリーは、バルトークのヴァイオリン・ソナタ第1番・第2番やホルストの『2つのヴァイオリンと管弦楽のための二重協奏曲 作品49]』などの献呈者・初演者でもあることから、彼女の地位と音楽界における知名度、そして技量と音楽性に対する作曲家からの信頼度が窺えよう。
ある晩、ラヴェルとその仲間たちの集まりにイェリーは呼ばれた。遅い時間になって、ハンガリー本場の音楽やその旋律を彼女に弾いて欲しいとラヴェルは求めた。それらに彼の好奇心はたちまち膨らみ、もっと、もっと、と次々ねだるうちに朝になってしまい、2人を除いた周りの者は皆、すっかり疲れきっていたと伝えられている。
ラヴェルは、その時得た着想を基に、本作の構想を1922年から進めていたが、後にヴァイオリン・ソナタを献呈されたモランジュ（Hélène JOURDAN-MORHANGE, 1892 - 1961）がパガニーニの難曲『24のカプリース（奇想曲）』を『ツィガーヌ』構想中の彼に弾いて見せたことが契機となり、それを越える特別な超絶技巧を駆使した難曲に『ツィガーヌ』を仕上げたいとラヴェルは強く思うようになった。そうして、様々な意匠を凝らすうちに当初の計画よりも書き込みが大幅に延びてしまい、最終的にイェリーがこの難曲の楽譜を受け取ったのは初演の3日前だったと伝えられている。
この経緯の一部については、モランジュがその著作の中で触れている。モランジュはラヴェルの最後の20年において最も親密な友人とされていて、ラヴェルの家から3Kmの近くに住み、求婚までされたが断ったという過去を持っており、またラヴェルはヴァイオリン協奏曲を彼女に献呈しようと構想していたという。

## ディヌ・リパッティによる作品
1934年にオーケストラのための組曲“Tziganes”として完成されたが、今や忘れ去られてしまった作品である。リパッティの作曲家としての活動は、概して、当時の作曲界における流行を模倣した二番煎じ的なものであり、作曲を本業とする作曲家のような職人的な書法は見られず、多くの時間は雰囲気に流された音楽である。印象主義音楽の新しい響きを僅かに採り入れながらも、大部分は新古典主義音楽の潮流に乗った軽やかな作風で、リパッティの僅かな作曲活動に対する評価は、ピアニストとしてのリパッティよりも随分と目立たないものである。この作品も、ラヴェルを意識するところがあって書かれたが、特筆すべきところは見出しにくい。